# Santa Eulària des Riu
Santa Eulària des Riu (Tiếng Tây Ban Nha: Santa Eulalia del Rio) là một đô thị trên đảo Ibiza, thuộc Quần đảo Balears, Tây Ban Nha. 	
Đô thị này gồm các thị trấn và làng:

Santa Eulària des Riu ở Ibiza

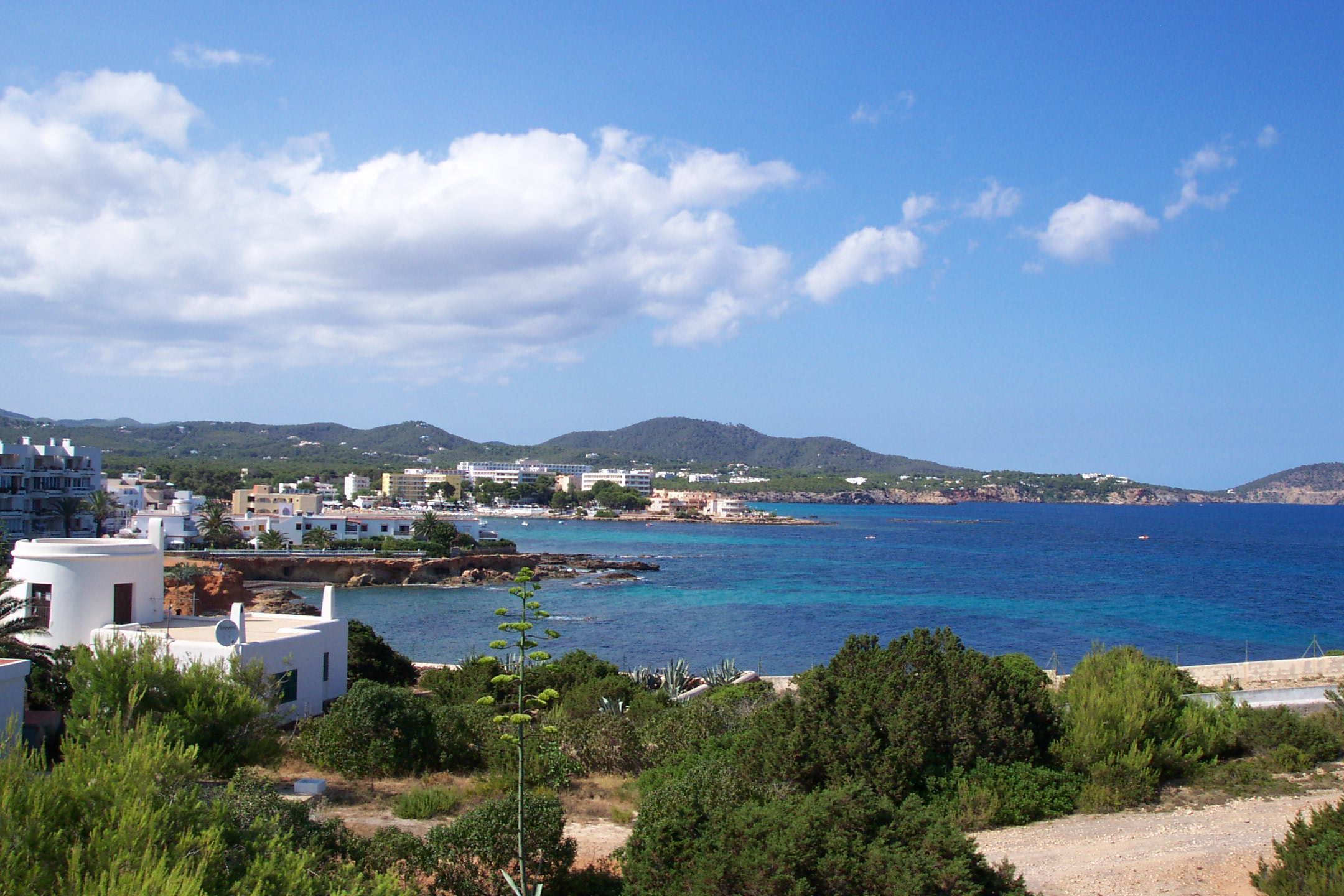
Quang cảnh nhìn từ Es Canar, phía bắc của thị trấn Santa Eulària

| Thị trấn/Làng               | Dân số (2006) |
| --------------------------- | ------------- |
| Jesús, Nostra Senyora de    | 4.499         |
| Puig d'en Valls             | 3.613         |
| Sant Carles de Peralta      | 3.195         |
| Santa Eulària des Riu       | 13.737        |
| Santa Gertrudis de Fruitera | 1.680         |